# Adepero Oduye

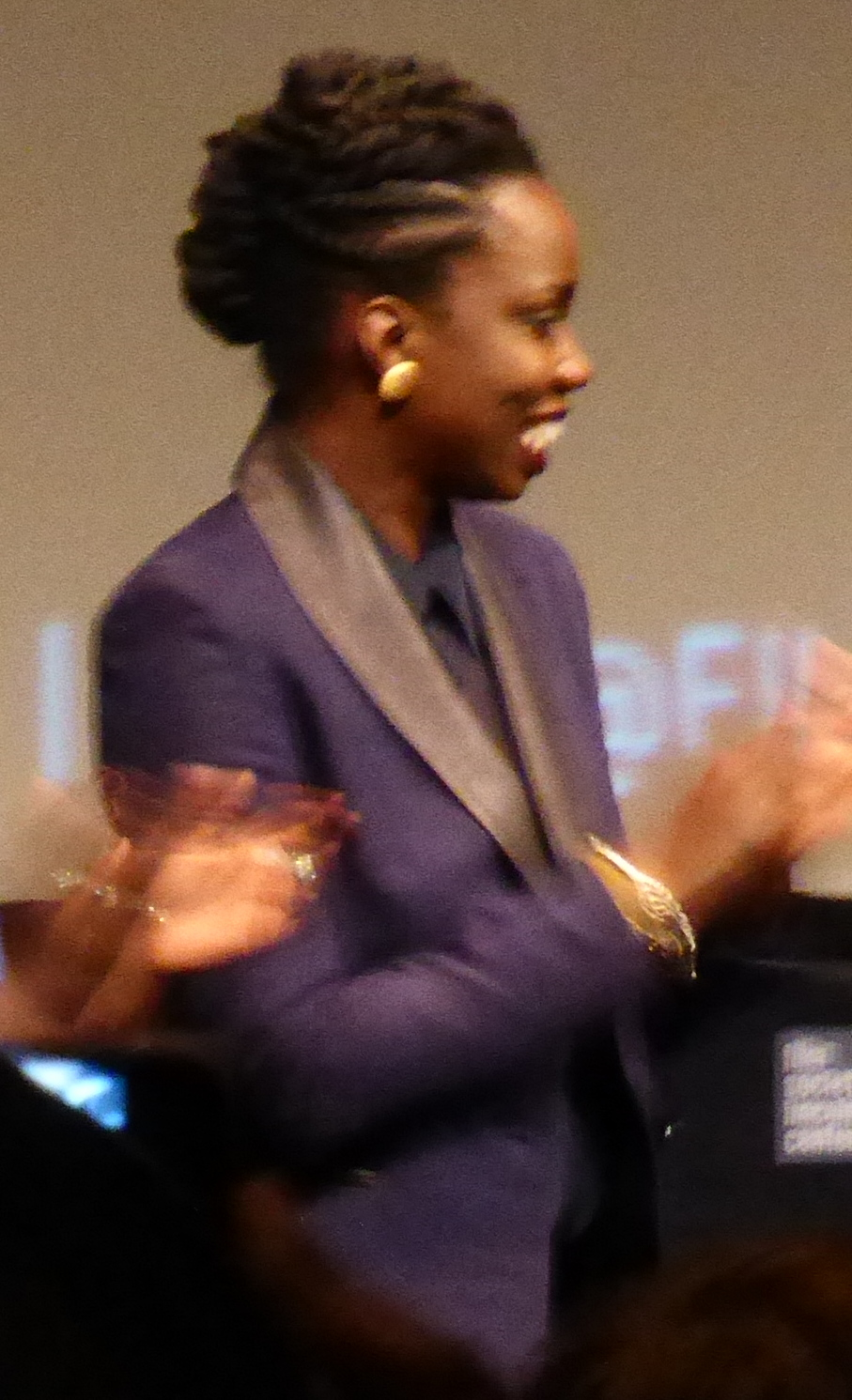
Adepero Oduye (2013)

Adepero Oduye (* 11. Januar 1978 in New York City, New York) ist eine US-amerikanische Schauspielerin. Bekanntheit erlangte sie durch ihre Rollen aus den Filmdramen Pariah und 12 Years a Slave.

## Leben und Karriere
Adepero Oduye wurde als eines von sieben Kindern eines aus Nigeria stammenden Ehepaares im New Yorker Stadtteil Brooklyn geboren. Zunächst hegte sie den Wunsch, Ärztin zu werden, und nahm deswegen ein Medizinstudium an der Cornell University auf. Das Studium brach sie bereits mit 19 Jahren nach dem plötzlichen Tod ihres Vaters wieder ab und entschied sich stattdessen Schauspielerin zu werden.
Erstmals vor der Kamera war Oduye im Kurzfilm Water aus dem Jahr 2002 zu sehen. 2006 erhielt sie eine kleine Rolle in dem Spielfilm Half Nelson. Es folgten Gastrollen in den Fernsehserien Law & Order, Criminal Intent – Verbrechen im Visier und The Unusuals. 2007 wurde Oduye für den Kurzfilm Pariah in der Rolle der Alike besetzt. Der semiautobiografische Film stellte die Abschlussarbeit des Studiums der Regisseurin Dee Rees dar. 2011 veröffentlichte sie unter dem gleichen Titel das Arthouse-Filmdrama Pariah, in dem Oduye trotz ihres Alters von 33 Jahren erneut die Hauptrolle der siebzehnjährigen Alike übernahm. Der Film, den Spike Lee mit produzierte, wurde innerhalb von 18 Tagen gedreht und stellte die Hauptdarstellerin einem größeren Publikum vor. Für ihre darstellerische Leistung wurde Oduye unter anderem bei den Black Reel Awards und den Black Film Critics Circle Awards ausgezeichnet. Zwei Jahre darauf war sie als Eliza im Filmdrama 12 Years a Slave zu sehen. Zusammen mit dem Rest der Besetzung erhielt sie unter anderem bei den Screen Actors Guild Awards 2014 eine Auszeichnung für die Beste Ensembleleistung.
2015 war Oduye im Spielfilm The Big Short als Kathy Tao in einer Nebenrolle zu sehen. 2017 trat sie als Eni Adisa im Katastrophenfilm Geostorm auf und wirkte zudem als Nina im Spielfilm The Dinner mit. Von 2017 bis 2019 wurde die Serie The Feels ausgestrahlt, in der Oduye als Ife eine wiederkehrende Rolle übernahm. Zudem schrieb sie für fünf Episoden der Serie die Drehbücher. 2018 übernahm sie die Rolle der Breechelle im Thriller Widows – Tödliche Witwen. Ein Jahr darauf gehörte sie in der Rolle der Nomsa Brath zur Besetzung der Miniserie When They See Us, die beim Video-on-Demand-Anbieter Netflix veröffentlicht wurde. 2021 übernahm sie die Rolle der Sarah Wilson in der Serie The Falcon and the Winter Soldier, die Teil des Marvel Cinematic Universe ist. Darin verkörpert sie die Schwester des von Anthony Mackie dargestellten titelgebenden Superhelden The Falcon.

## Filmografie (Auswahl)
- 2002: Water (Kurzfilm)
- 2004: On the Outs
- 2005: Law & Order (Fernsehserie, Episode 16x06)
- 2006: Half Nelson
- 2006: Criminal Intent – Verbrechen im Visier (Criminal Intent, Fernsehserie, Episode 6x08)
- 2007: Pariah (Kurzfilm)
- 2007: Wifey (Fernsehfilm)
- 2009: The Unusuals (Fernsehserie, Episode 1x06)
- 2010: Louie (Fernsehserie, Episode 1x10)
- 2011: Pariah
- 2012: Steel Magnolias (Fernsehfilm)
- 2012: The Coolest White Boy Ever
- 2013: The Door (Kurzfilm)
- 2013: 12 Years a Slave
- 2015: Emily & Tim
- 2015: The Big Short
- 2015: My Name Is David
- 2017: The Dinner
- 2017: Geostorm
- 2017–2019: The Feels (Fernsehserie, 5 Episoden)
- 2018: Galveston – Die Hölle ist ein Paradies (Galveston)
- 2018: Wanderland
- 2018: Random Acts of Flyness (Fernsehserie, 2 Episoden)
- 2018: Widows – Tödliche Witwen (Widows)
- 2018: Viper Club
- 2019: When They See Us (Miniserie, 3 Episoden)
- 2020: Tazmanian Devil
- 2020: Monsterland (Fernsehserie, Episode 1x08)
- 2021: The Falcon and the Winter Soldier (Fernsehserie, 5 Episoden)
- 2022: Memorial Hospital – Die Tage nach Hurrikan Katrina (Five Days at Memorial, Miniserie, 8 Episoden)
- 2024: Eric (Miniserie)

## Auszeichnungen und Nominierungen (Auswahl)
Black Reel Award
- 2012: Auszeichnung in der Kategorie Best Breakthrough Performance für Pariah
- 2013: Nominierung als Beste Nebendarstellerin in einem Fernsehfilm für Steel Magnolias

Film Independent Spirit Award
- 2012: Nominierung als Beste Nebendarstellerin für Pariah